# Un'avventura/Non è Francesca
Un'avventura/Non è Francesca è il quinto singolo da interprete del cantautore Lucio Battisti, pubblicato in Italia nel 1969.

## Descrizione
In questo disco Battisti incideva due canzoni che diverranno famose: Un'avventura, con cui aveva partecipato per la prima e ultima volta al Festival di Sanremo 1969, in coppia con Wilson Pickett piazzandosi nono, e Non è Francesca, che era stata interpretata dai Balordi nel dicembre del 1967.
Gli arrangiamenti di queste due canzoni furono curati, al contrario dei dischi precedenti (che erano sempre stati seguiti da Detto Mariano), da Gian Piero Reverberi, che in seguito collaborerà spesso con Battisti.

## Musicisti[1]
- Lucio Battisti: voce, chitarra, tamburello, cori
- Franco Mussida: chitarra elettrica
- Gianni Dall'Aglio: batteria
- Damiano Dattoli: basso
- Flavio Premoli: organo
- Musical di Dino Comolli: cori

## Hit parade
- Il singolo raggiunse la quindicesima posizione della classifica italiana. Fu il 70º singolo più venduto del 1969[2]

## Tracce
Tutti i brani sono di Battisti - Mogol.
Lato A
1. Un'avventura – 3:55 (edizioni musicali Fama e El' & Chris)

Lato B
1. Non è Francesca – 3:10 (edizioni musicali Fama e El' & Chris)